# Malé Svatoňovice (stacja kolejowa)
Malé Svatoňovice – stacja kolejowa w miejscowości Malé Svatoňovice, w kraju hradeckim, w Czechach. Znajduje się na wysokości 410 m n.p.m.
Jest zarządzana przez Správę železnic. Na stacji istnieje możliwości zakupu biletów i rezerwacji miejsc.

## Linie kolejowe
- 032 Jaroměř - Trutnov